# Isoperimetria
In geometria, l'isoperimetria è la caratteristica di due figure aventi il perimetro uguale.
Nei problemi classici di isoperimetria si chiede solitamente di individuare la figura che a parità di perimetro e sotto determinati vincoli sia in grado di massimizzare l'area; a parità di perimetro e di lati i poligoni regolari sono quelli che massimizzano l'area, mentre il cerchio è quella che la massimizza in assoluto.

## Problema isoperimetrico nel piano

Il classico problema isoperimetrico risale all'antichità. Il problema può essere posto nel modo seguente: fra tutte le curve chiuse nel piano di fissato perimetro, quale curva (se esiste) massimizza l'area della regione inclusa? Si può mostrare che questo problema equivale a cercare fra le curve chiuse nel piano, fissata l'area della regione inclusa, quella che (se esiste) minimizza il perimetro.
Il problema è concettualmente legato al principio di minima azione in fisica, e può essere riformulato nel modo seguente: qual è il principio dell'azione che racchiude l'area maggiore con il minimo sforzo?
Il filosofo e scienziato del XV secolo, cardinale Nicola Cusano, considerò la rotazione, attraverso la quale si genera il cerchio, il processo che meglio riflette nel mondo empirico il processo attraverso il quale l'universo è stato generato. L'astronomo ed astrologo tedesco Keplero utilizzò il principio isoperimetrico nel discutere la morfologia del sistema solare nel Mysterium Cosmographicum (Il mistero cosmografico, 1596).
Anche se il cerchio appare un'ovvia soluzione del problema, la dimostrazione di questo fatto è piuttosto difficile. Il primo passo verso la soluzione fu fatto dallo studioso di geometria Jakob Steiner nel 1838 usando un metodo geometrico più tardi chiamato simmetrizzazione di Steiner. Steiner mostrò che se la soluzione esiste, allora deve essere un cerchio. La dimostrazione di Steiner venne completata in seguito da altri matematici.
Steiner iniziò con alcune costruzioni geometriche facilmente comprensibili; per esempio, si può mostrare che qualsiasi curva chiusa che includa una regione non del tutto convessa può essere modificato includendo un'area maggiore, "girando" le aree concave per farle diventare convesse. Si può inoltre mostrare che ogni curva chiusa che non sia simmetrica può essere deformata così da includere un'area maggiore. La forma che è perfettamente convessa e simmetrica è il cerchio, anche se questa non è una dimostrazione rigorosa del teorema isoperimetrico (si vedano i link esterni).
Il teorema viene formulato di solito nella forma di una disuguaglianza che mette in relazione il perimetro a l'area di una curva chiusa nel piano. Se P è il perimetro della curva e A è l'area della regione racchiusa dalla curva, la disuguaglianza ha la forma
{\displaystyle 4\pi A\leq P^{2}.}
Nel caso di un cerchio di raggio r si ha {\displaystyle A=\pi r^{2}} e {\displaystyle P=2\pi r}, e sostituendo queste nella disuguaglianza si vede che il cerchio, fra tutte le curve di perimetro fissato, massimizza l'area. In effetti, il cerchio è l'unica curva che massimizza l'area.
Ci sono dozzine di dimostrazioni della disuguaglianza classica; parecchie di esse sono discusse nell'articolo di Triberg (vedi bibliografia). Nel 1901 Hurwitz diede una dimostrazione analitica della disuguaglianza isoperimetrica basata sulla serie di Fourier e sul teorema di Green.
Le formulazioni moderne dei problemi isoperimetrici sono nei termini della geometria sub-riemanniana; nello specifico, il problema di Didone trova espressione nei termini del gruppo di Heisenberg: dato un arco che connette due punti, l'"altezza" z di un punto nel gruppo di Heisenberg corrisponde all'area sottesa dall'arco.
Il teorema isoperimetrico si generalizza a spazi di dimensioni maggiori: il dominio con volume fissato e minima superficie è sempre la sfera. Questo risultato generalizzato fu dimostrato da De Giorgi per tutti gli insiemi di perimetro finito.

### Problema di Didone
Il problema di Didone è un classico problema geometrico di isoperimetria.